# Exécutif Geens I
L'exécutif Geens I est le premier gouvernement flamand. 
C'est un gouvernement quadripartite composé de socialistes, démocrates-chrétiens, libéraux et Volksunie. Il compte 9 ministres.
Cet exécutif fonctionne du 22 décembre 1981 au 10 décembre 1985. Il sera suivi de l'exécutif Geens II. 

## Composition
| Fonction | Titulaire | Titulaire      | Parti |
| --- | --------- | -------------- | ----- |
| Président de l’Exécutif Ministre de l’Économie et de l’Emploi                                               |           | Gaston Geens   | CVP   |
| Vice-Président Ministre communautaire de la Culture                                                         |           | Karel Poma     | PVV   |
| Ministre communautaire des Collectivités locales et des Travaux subventionnés à partir du 23 juillet 1982 : |           | Marc Galle     | SP    |
| Ministre communautaire des Affaires intérieures                                                             |           | Marc Galle     | SP    |
| Ministre communautaire de la Famille et du Bien-être                                                        |           | Rika Steyaert  | CVP   |
| Ministre communautaire des Finances et du Budget                                                            |           | Hugo Schiltz   | VU    |
| Ministre communautaire de l'Aménagement du territoire, du Milieu rural et de la Nature                      |           | Paul Akkermans | CVP   |
| Ministre communautaire du Logement                                                                          |           | Jacky Buchmann | PVV   |
| Ministre communautaire de la Santé                                                                          |           | Roger De Wulf  | SP    |
| Ministre communautaire de l’Environnement, de la Eaux et de l’Enseignement                                  |           | Jan Lenssens   | CVP   |